# Гордон Стретон
Гордон Стретон (Ливерпул, 5. јун 1887 — Буенос Ајрес, 3. мај 1982), крштено име Вилијам Мастерс, Ен Џи Мастерс Ни Вилијамс, рођен је 1862. у Ливерпулу. Био је бубњар који се први пут прославио 1910-их година и касније постао један од првих музичара из Ливерпула који је постао познат широм света. Играо је с Чарлијем Чаплином у „Lancashire Lads Dancing Troupe“ и касније наступао у локалима у Лондону и Паризу, пре него што се сместио у Буенос Ајрес, Аргентина, где је живео раних 1920-их све до 1982. године, када је и умро.
Године 1908, путовао је кроз Британију као члан јамајчанског хора. 1921. године, у Њујорку, заједно са синкопираним џез бендом, Satanic Blues / Lucky Dog Blues Actuelle 10156 E. 1923. године, водио је синкопирани оркестар у Париз, где је снимио „Fate“ и „Tu Verras.“ Након што се преселио у Аргентину, 1929. године, основао је свој симфонијски џез бенд.